# Бамбуковые побеги
Бамбуковые побеги — молодые побеги бамбука обыкновенного, листоколосника съедобного и некоторых других видов растений из родов Bambusa, Dendrocalamus и Phyllostachys семейства бамбуковых, которые широко используются в восточноазиатской кухне — свежими, варёными, сушёными, маринованными и в виде консервов. Съедобны побеги около 200 видов бамбука.

## Общие сведения
Свежесрезанные бамбуковые побеги имеют очень твёрдую светло-жёлтую сердцевину с узкими перемычками в коленах воздушных камер. Бамбук, используемый в пищу, срезают сразу после всхода, когда побеги ещё покрыты очень прочными, опушенными тёмно-коричневыми листьями, которые перед кулинарной обработкой удаляют.
Нежные, слегка хрустящие побеги бамбука употребляются в пищу почти во всех странах тропической Азии. 
Побеги бамбука обыкновенного с зелёным стеблем на 100 г продукта содержат 90 граммов воды, 0,3 белка, 4,1 жиров, 1,1 пищевых волокон, 22,8 мг кальция, 37 мг фосфора, 1,1 мг железа, 3,1 мг аскорбиновой кислоты. Такое же количество побегов разновидностей с жёлтым стеблем содержат 88 граммов воды, 1,8 белка, 7,2 жиров, 1,2 пищевых волокон, 28,6 мг кальция, 27,5 мг фосфора и 1,4 мг железа.
В год бамбуковая роща даёт от одной до десяти тонн побегов.
Побеги бамбука содержат линамарин — цианогенный гликозид, который при переваривании оно выделяет синильную кислоту, что может привести к сильному отравлению. Токсин разрушается в процессе кулинарной обработки. При тепловой обработке из побегов бамбука также уходит свойственная им горечь.

## Применение в кухнях стран мира

### Восточная Азия

#### Китай
Наиболее ранние сведения о побегах бамбука (кит. трад. 竹筍, упр. 竹笋, пиньинь zhú sǔn, палл. жу сун) в Китае и китайской кухне обнаружены в источниках эпохи Тан. Бамбук популярен в традиционной китайской медицине. Лапша с речной улиткой луосифен, популярное блюдо из провинции Гуанси, приобретает свой знаменитый запах благодаря маринованным побегам бамбука.

#### Корея
Побеги бамбука (кор. 죽순?, 竹筍? джугсун) — важнейший компонент корейской кухни. Маринованные побеги бамбука традиционно используются как компонент салатов и супов, гарнир к морепродуктам и мясу. Поскольку бамбук растёт в лиственных лесах умеренного пояса, на Корейском полуострове в основном (около 84%) встречается в южных провинциях Республики Корея, преимущественно в Кёнсан-Намдо и Чолла-Намдо, где в уезде Тамян побеги бамбука являются местным специалитетом. Также побеги бамбука — источник выработки бамбуковой соли — важнейшей части корейской кухни.

#### Япония
В Японии бамбуковые побеги (яп. 竹の子, 筍 такеноко) варят, например, вместе с «нукой» — мукой, которая образуется при шлифовании риса и содержит, прежде всего, внешние слои рисового зерна. Побеги часто замачивают в особом кисло-сладком маринаде (мэмма). В ресторанах высокой японской кухни также подают суши с бамбуковыми побегами.

### Юго-Восточная Азия

#### Вьетнам
Во вьетнамской кухне побеги бамбука (вьет. măng tre, trúc duẫn, тьы-ном: 竹筍) используются отдельно или с другими овощами во многих овощных блюдах, приготовленных во фритюре. Их также можно использовать в качестве единственного овощного ингредиента в супе из свиных отбивных. Наряду с фо бо, суп из утки и побегов бамбука (вьет. Bún măng vịt) и куриный суп с побегами бамбука (вьет. Canh gà nấu măng) — одни из наиболее известных блюд с лапшой во Вьетнаме.

#### Мьянма
В кухне Мьянмы побеги бамбука называются хмыит (бирм. မျှစ် hmyit), где из них традиционно делается бамбуковый суп мяхайт хкоут тар ла бот или талабау (бирм. တာလပေါ). Приготовление этого блюда обычно состоит из трёх этапов. Бамбук можно найти по всей территории Мьянмы, но побеги бамбука из двух самых северных регионов (штат Качин и округ Сикайн) считаются наиболее мягкими и приятными на вкус. Затем побеги бамбука отваривают в воде, после чего их можно приготовить с добавлением порошка карри, рисовой пудры и других ингредиентов, таких как змееголов и листья базилика. Также можно добавить небольшое количество риса и кусочки мяса или морепродуктов. Карены традиционно употребляли бамбуковый суп в качестве добавки к рису, который был им не так легко и дёшево доступен. Ещё одним блюдом из побегов бамбука в бирманской кухне является кислое карри из побегов бамбука под названием хмит чин хин (бирм. မျှစ်ချဉ်ဟင်း hmyit chin hin) — фирменное блюдо столицы страны Нейпьидо и округа Мандалай в центральной части Мьянмы.

#### Таиланд
В тайской кухне побеги бамбука, наиболее распространённые в регионе Южный Таиланд, называются но май (тайск. หน่อไม้). Их можно добавлять в жаркое, супы, такие как том кха кай (тайск. ต้มข่าไก่), карри, такие как каенг тай пла (тайск. แกงไตปลา), а также в салаты, такие как суп но май (тайск. ซุบหน่อไม้). В некоторые блюда подают свежие побеги бамбука, в другие — маринованные побеги бамбука но май донг (тайск. หน่อไม้ดอง), часто употребляемые отдельно в качестве закуски.

#### Индонезия
В Индонезии побеги бамбука, более известные как ребунг (индон. rebung) нарезают тонкими ломтиками и варят с кокосовым молоком и специями, для приготовления популярных в индонезийской кухне блюд: гулай ребунг (индон. gulai rebung, отварной бамбук в кокосовом молоке со специями), саюр лодех (индон. sayur lodeh, овощная смесь в кокосовом молоке) и лун пиа (индон. lun pia, жареные бамбуковые побеги в пальмовой обёртке с овощами).
В округе Реджанг-Лебонг провинция Бенгкулу, из молодого бамбука готовят лемеа (индон. lemea) — блюдо из бамбуковых побегов, нарезанных на мелкие кусочки и ферментированных с креветками или рыбой.
Побеги бамбука используются в качестве начинки для весенних роллов лумпиа (индон. lumpia) — типичного блюда Семаранга; побеги бамбука также часто используются в качестве сырья для приготовления типичных блюд Центральной Явы, таких как сайур лоде (яв. sayur lodeh) и клинкинг (яв. klingking). Кроме того, из побегов бамбука делают клей.
В настоящее время в Индонезии распространена переработка бамбуковых побегов для получения различных пищевых ингредиентов, таких как мука из побегов бамбука с высоким содержанием крахмала, бамбуковый уксус, чипсы, также встречается их заморозка и маринование.

#### Филиппины
На Филиппинах побеги бамбука (англ. bamboo shoot, исп. brotes de bambú) собирают в основном из бамбука боло (Gigantochloa levis), гигантского бамбука (Dendrocalamus asper), бамбука обыкновенного (Bambusa vulgaris), бамбука колючего (Bambusa blumeana) и двух эндемичных видов — байога (Bambusa merrilliana) и лаака (Bambusa philippinensis). К другим экономически важным видам, также заготавливаемым для получения побегов бамбука, относятся каяли (Gigantochloa atter), мужской бамбук (Dendrocalamus strictus) и вьющийся бамбук (Dinochloa spp.). Другой эндемичный вид, бамбук лумампао или багакай (Schizostachyum lumampao), который используется для изготовления савали (плетёных бамбуковых полосок), также иногда собирают на побеги бамбука.
В филиппинской кухне побеги бамбука обычно называются лабонг (другие названия в зависимости от того или иного языка Филиппин включают рабонг, дабонг или тамбо (филипп. labóng, rabong, dabong, tambo)). Два самых популярных блюда для них — гинатанг лабонг (таг. ginataáng labóng, ростки в кокосовом молоке и чили) и диненгденг на лабонг (таг. dinengdeng na labóng, ростки в пряном рыбном бульоне и рагу из стручковой фасоли и овощей). Их также обжаривают отдельно или с другими ингредиентами, как в паклае, или готовят в виде жареной или свежей лумпии. Побеги бамбука также консервируют в виде атчары (филипп. Atchara) — традиционных сладких маринадов, которые часто готовят из папайи.

### Южная Азия

#### Индия
В Ассаме бамбуковые побеги (ассам. বাঁহৰ ডাল бахор дал) — неотъемлемая часть традиционной ассамской кухни. Ферментированные побеги бамбука, называемые хориса (ассам. খৰিচা), широко используются в ассамских рецептах для приготовления мяса и овощей. Ферментация повышает питательную ценность побегов бамбука, делая некоторые питательные вещества более биодоступными и выводя токсины.
В Карнатаке, Андхра-Прадеше и Тамилнаде побеги бамбука используются в качестве специального блюда во время муссонов (из-за сезонной доступности). Побеги обычно нарезают ломтиками и замачивают в воде на два-три дня, после чего воду сливают и ежедневно пополняют, чтобы очистить их от токсинов. Его также используют в качестве маринада. Во всех общинах региона его употребляют в пищу как деликатес. В регионе Диюн Аруначал-Прадеш народ чакма называет их башчури. Ферментированная версия называется медуккейе и часто подается жареной со свининой. Побеги бамбука также можно ферментировать и хранить с уксусом.
В Джаркханде побеги бамбука используются как овощ. Молодые побеги и сохраненные побеги известны как карил и шандхна соответственно.
В западной части Одиши они известны как каради и используются в традиционных карри, таких как амбила, питхоу бхаджа и пикле. В сезон дождей их можно в изобилии найти в бамбуковом лесу заповедника Карлапат, и в основном их готовят дома с использованием горчичной пасты. Их можно хранить месяцами в герметичном контейнере. Их также сушат на солнце, увеличивая срок их хранения, и эти сушёные побеги называются хендуа. Сушеные побеги используются в карри из жареной рыбы, называемом пода мача.
В Нагаленде побеги бамбука готовятся и употребляются в пищу в свежем виде или ферментируются для различных кулинарных целей. Ферментированные побеги бамбука обычно известны как бас тенга. Приготовление свинины с щедрой порцией ферментированных побегов бамбука очень популярно в кухне Нага.
В Манипуре их называют у-сой. Их также ферментируют и консервируют, после чего их называют соибум. Их используют в самых разных блюдах, среди которых иромба, ути и кангшу и т. д.  Ферментированные побеги бамбука, которые хранятся в течение многих месяцев, называются соджин. Изготавливаемый в деревне Андро соджин можно хранить до 10 лет в большой корзине из бамбука, однако их принято хранить в глиняном горшке для защиты от плесени и бытовых вредителей.
В Мегхалае побеги бамбука используются либо в свежем виде, либо ферментируются и готовятся в виде солений, супов со свининой или сушеной рыбой, или карри и приправляются семенами кунжута или готовятся в виде соуса с ферментированной рыбой. Иногда их готовят вместе с листьями ямса и сушёной рыбой.

#### Бангладеш
В Бангладеш применение ростки бамбука (бенг. বাঁশের অঙ্কুর bām̐śēra aṅkura) распространено только в Читтагонге, где они являются традиционным блюдом коренного народа джумма. Приготовление их блюд состоит из нескольких этапов. Сначала побеги бамбука собирают в бамбуковом лесу, затем очищают от листьев и варят в воде. Затем готовят ростки бамбука с креветочной пастой, перцем чили, чесночной пастой и солью.

#### Непал
В Непале побеги бамбука (непальск. बाँसका टुक्राहरू bām̐sakā ṭukrāharū) используются в блюдах, которые хорошо известны в стране на протяжении веков. Популярным блюдом является тама (непальск. तामा, ферментированные побеги бамбука), приготовленное с картофелем и фасолью. Некоторые разновидности побегов бамбука, обычно произрастающие в предгорьях Гималаев, а именно Dendrocalamus hamiltonii, Dendrocalamus sikkimensis и Bambusa tulda, известные как чойя банс, бхалу банс и карати банс, съедобны в молодом виде. Их собирают, очищают от листьев и варят в воде с добавлением порошка куркумы в течение 10-15 минут перед подачей на стол, как правило с отварным рисом.

### Другие страны

#### Италия
В Европе как сельскохозяйственное растение культивируется только в Италии и известен только в консервированном виде как добавка к ряду салатов.

#### США
В США коммерческие посадки съедобного бамбука начались в южных штатах в 1900-х годах, причём считалось, что вскоре бамбуковые побеги станут обычной американской едой.

#### Эфиопия
Побеги бамбука (амх. የቀርከሃ ቡቃያዎች yek’erikeha k’enibet’ochi) также употребляют в пищу в отдельных местностях Эфиопии, где они считаются региональным деликатесом. Побеги бамбука O. abyssinica употребляются в пищу в низменных районах Паве, Асоса и Бамбаси региона Бенишангуль-Гумуз и в Синан-Вереде региона Амхара.

Побеги бамбука A. alpina также употребляются в пищу в областях распространения бамбуковых лесов на нагорьях к югу от Мизан-Тэфэри в Регионе наций, национальностей и народов Юга и близ Мааши, между городами Тепи и Горе региона Оромия. 
|                |  |                  |  |                                             |
| Молодой бамбук |  | Срезанные побеги |  | Побеги бамбука, ферментированные по-японски |